# 迷霧聖父
约书亚·迈克尔·提尔曼（1981年5月3日—），艺名迷霧聖父，是美国歌手兼词曲作家、乐器手和唱片制作人。他自2004年开始以J·提尔曼（英語：J. Tillman）的名字发表个人音乐作品，而2012年的唱片《Fear Fun》和之后的唱片都使用“迷霧聖父”这一艺名。

## 早期生活
提尔曼在马里兰州罗克维尔的一个福音派基督教家庭中长大，罗克维尔是华盛顿特区外的一个郊区。他是芭芭拉（英語：Barbara Tillman）和欧文·提尔曼（英語：Irvin Tillman）的儿子；父母在初中阶段在一个基督教青年团体中相识。他的父亲是惠普公司的工程师；他的母亲在埃塞俄比亚的传教士家庭长大。提尔曼的父母生下四个子女，提尔曼是长子。提尔曼在浸信会教堂长大；在圣公会小学和五旬节弥赛亚日校接受教育。提尔曼父母在17岁前不允许他听世俗音乐。提尔曼在很小的时候就学会了打鼓，12岁时学会了吉他。

## 演艺生涯

### 2004年 - 2012年：事业早期、加入海湾之狐乐团
在纽约的尼亚克学院学习了一年后，提尔曼在21岁时搬到了西雅图。他在那里找到了一份在面包店工作的工作，他会在凌晨4:30上班前录制音乐。他录的一个小样得到西雅图歌手达米恩·胡拉多的赏识。一年后，提尔曼开始为朱拉多的演唱会做开场表演。在演出中，提尔曼会向观众发放他的CD拷贝，这张唱片之后以《I Will Return》命名。在巡演期间，他还与唱片制作人埃里克·费舍尔结识，费舍尔制作了他的两张唱片，《I Will Return》和《Long May You Run, J. Tillman》。这两张专辑后来都在Keep Recordings唱片行发行。之后，提尔曼和胡拉多都加入美国歌手理查德·巴克纳的美国巡演。
2006年，独立厂牌Fargo Records发行了提尔曼的第三张唱片《Minor Works》，并在同年重新发行了《I Will Return》和《Long May You Run》的双碟套装。2007年，Yer Bird唱片公司发行了他的第四张专辑《Cancer and Delirium》。
在与独立唱片公司Western Vinyl签约后，提尔曼在2009年发行了两张专辑，《Vacilando Territory Blues》和《Year in the Kingdom》。专辑《Vacilando Territory Blues》的同名歌曲描述了他与搬到西雅图之后的感受。他的弟弟扎克后来也搬到了那里，后加入音乐团体Pearly Gate Music。第二年，提尔曼发行了第七张专辑《Singing Ax》。
2008年，提尔曼加入西雅图民谣摇滚乐队海湾之狐，担任他们的鼓手。在与他们四处巡演宣传他们的专辑《Helplessness Blues》之后，提尔曼于2012年1月20日在东京与乐队进行了最后一场演出。

### 2012年 - 2014年：“迷霧聖父”艺名、唱片《Fear Fun》

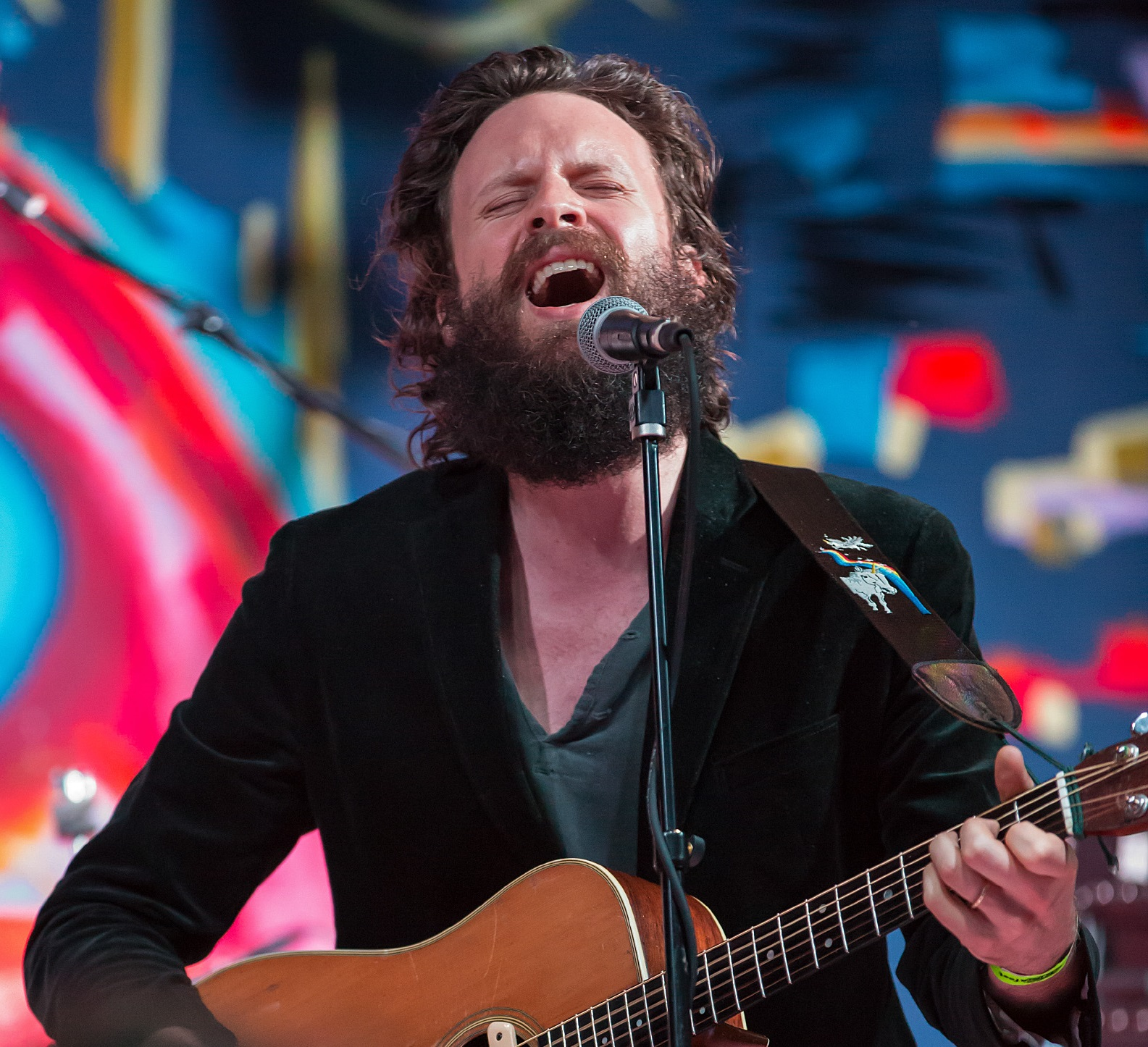
提尔曼在2014年Utopia Fest演出

提尔曼搬到了洛杉矶，并在2012年5月1日以他的新艺名“迷霧聖父”发行了专辑《Fear Fun》。由美国女演员奥布瑞·普拉扎出演的的音乐录影带《Hollywood Forever Cemetery Sings》专辑发行前几个月释出。
提尔曼在Kid Cudi的2013年专辑《Indicud》中以迷雾圣父的名字客串演唱一首歌曲。提尔曼为达米恩·胡拉多的唱片《永恒之子的兄弟姐妹》写了一篇论文。他还为一部名为《洞穴的历史》的短片写了配乐，该片由他的妻子、电影制片人艾玛·伊丽莎白·提尔曼执导。
提尔曼在2014年12月在网店上售卖一张恶搞的宣传海报；海报上面说他会发行一张名为《New Winter》的“传奇圣诞爵士乐奥德赛双唱片”，海报还加入了恶搞的媒体评论。
提尔曼在2011年搬到洛杉矶之后不久与摄影师艾玛·伊丽莎白·提尔曼结识，他们在洛杉矶劳雷尔峡谷乡村商店的停车场相遇，并于2013年9月在大苏尔结婚。

### 2014年 - 2018年：后续迷雾圣父唱片
2014年11月，提尔曼发行一首名为《Bored in the USA》的新歌，并在大卫·莱特曼晚间秀演唱这首歌。12月8日，《Chateau Lobby #4 (In C For Two Virgins)》的音乐录影带发表，提尔曼称他在与妻子的结婚纪念日那天与妻子在iPad平板电脑上面制作了这支影片。迷雾圣父名下的第二张专辑《爱情关系》在2015年2月发表，得到乐评人的积极评价。唱片第一周卖出2.8万张，在告示牌二百强专辑榜排名第17名，这是提尔曼最好的第一周销量表现。提尔曼形容这是一张有关于他的私人生活的概念专辑。这张唱片涉及了他与妻子艾玛·伊丽莎白·提尔曼的关系；歌曲《Holy Shit》写作于他与妻子结婚的当天，而《Chateau Lobby #4》这首歌是关于提尔曼和艾玛在洛杉矶刚刚认识以后一起去洛杉矶四处游览的经历。
2016年5月，提尔曼在SoundCloud页面发表一首新歌《Real Love Baby》。7月，他在新泽西州的XPoNentia音乐节上走下台拒绝演出并在20分钟后向观众批评娱乐行业对人的影响；他最后缩短了原本50分钟的演出，只是演唱了下一张专辑《Pure Comedy》的歌曲《Leaving LA》并翻唱了里奥纳德·科恩的《Bird on the Wire》。专辑《Pure Comedy》的同名单曲在2017年1月发表；提尔曼在3月登上《周六夜现场》演出了新单曲《Total Entertainment Forever》，歌曲讽刺了娱乐行业。专辑《Pure Comedy》最终于2017年4月发表；《Pure Comedy世界巡演》于2017年4月进行到2018年初。
迷雾圣父的第四张专辑《God's Favorite Customer》在《Pure Comedy世界巡演》期间完成了混音，部分曲目在巡演上也有表演；提尔曼说这张专辑的大部分歌曲是他住在酒店的六周时间中写就的，当时他“身处困境之中”。他形容这张专辑是关于一张“不幸的遭遇”，过去一年中发生的某件事情让他的生活“炸开了”。
专辑的第一首单曲《Mr. Tillman》在2018年2月正式发表；《Disappointing Diamonds Are the Rarest of Them All》和《Just Dumb Enough to Try》两首歌在4月发表。专辑最终在6月1日发表。

### 2018年 - 至今：《犯罪急診室》原声带和现场CD
英国编剧和电影制片人德鲁·皮尔斯（Drew Pearce）曾执导过《乔什·蒂尔曼来我们公寓的那一夜》的音乐录影带，当他想找一个音乐人来演他的导演处女作《犯罪急診室》时，他找到了蒂尔曼。蒂尔曼在影片中扮演了一个银行抢劫犯的小角色，他说他的角色“在30秒内被打爆了头”。蒂尔曼还为《犯罪急診室》的原声带贡献了歌曲《Gilded Cage》，该歌曲于2018年6月8日与影片同日发行。
2020年3月23日，蒂尔曼在Bandcamp上发行了一张名为《Off-Key in Hamburg》的现场专辑，该专辑于2019年8月8日在汉堡Elbphilharmonie录制。这张专辑的所有收入都用于MusiCares COVID-19救济基金。
2021年12月，粉丝收到来自Bella Union厂牌的一张唱片，内容为关于下一张唱片的口述信息：下一张专辑《Chloe and the Next 20th Century》将在2022年4月8日发行，包含11首歌曲。

## 作品

### 录音室专辑

#### 以J·提尔曼为艺名
- Untitled No. 1 (2003)
- I Will Return (2004)
- Long May You Run, J. Tillman (2006)
- Minor Works (2006)
- Cancer and Delirium (2007)
- Vacilando Territory Blues (2009)
- Year in the Kingdom (2009)
- Singing Ax (2010)

#### 以迷雾圣父为艺名
- Fear Fun (2012)
- I Love You, Honeybear (2015)
- Pure Comedy (2017)
- God's Favorite Customer (2018)

#### 与海湾之狐乐团
- Helplessness Blues (2011)

#### 与撒克逊海岸乐团
- Be a Bright Blue (2002)
- Four Months of Darkness (2003)

### 迷你专辑

#### 以J·提尔曼为艺名
- Documented (独立发行, 2006)
- Isle Land (DVD/EP) (Bella Union, 2008)
- Laminar Excursion Monthly #8 (Procession at Night) (America Records/Flannelgraph Records, 2010)

#### 以迷雾圣父为艺名
- The Demos (Sub Pop, 2012)
- "I Luv You HB" Demos (Sub Pop/Bella Union, 2015)
- Anthem +3 (Sub Pop/Bella Union, 2020)

### 现场专辑
- Live at Rough Trade (2015)[46]
- Live at Third Man Records (2018)[47]
- Off-Key in Hamburg (2020)[48][48]

### 小说
于专辑《Fear Fun》创作期间，提尔曼在2010年冬季 - 2011夏季这段时间在Blogger网站上发表了名为《多半假想的山脉》（英語：Mostly Hypothetical Mountains）的虚构小说。小说共21章。